# De Havilland DH.61 Giant Moth
Die de Havilland DH.61 Giant Moth war ein einmotoriges, als Doppeldecker ausgelegtes Transportflugzeug des britischen Herstellers de Havilland Aircraft Company aus den 1920er Jahren. Es bot Platz für acht Passagiere.

## Geschichte
Nachdem die de Havilland DH.50 in Australien erfolgreich eingeführt worden war, entstand der Wunsch nach einem größeren Nachfolgemodell. De Havilland entwickelte daraufhin in nur zehn Wochen ein Flugzeug, dessen Rahmenkonstruktion weitgehend aus Fichtenholz bestand. Als Außenhaut diente mit Stoff bespanntes Sperrholz. In der geschlossenen Kabine befanden sich sechs feste und zwei Klappsitze sowie zwei große Gepäckabteile. Der Pilot saß in einer offenen Pilotenkanzel hinter den Tragflächen. Als Antrieb diente entweder ein Bristol Jupiter- oder ein Armstrong-Siddeley-Jaguar-Motor.
Der Erstflug des Prototyps fand im Dezember 1927 statt. Nach Abschluss der Testflüge gelangte das Flugzeug nach Melbourne, um ab dem 2. März 1928 den Liniendienst der MacRobertson Miller Aviation zwischen Adelaide und Broken Hill aufzunehmen. Der Taufname dieses Flugzeugs, Canberra, diente zunächst als Typenbezeichnung. Erst später entschied man sich für den Namen Giant Moth.
Neun der zehn ausgelieferten Flugzeuge erhielten die Nummer DH.61. Das zehnte gelangte in Einzelteilen nach Kanada, wurde dort zusammengebaut und als DHC.141 in Dienst gestellt. Die Western Canada Airlines erhielt zwei mit Schwimmern ausgestattete Modelle. Drei Maschinen führten den Luftpostdienst der Australian Aerial Services und der Qantas durch. Ein weiteres Modell erwarb die Daily Mail, um ihre Bildberichterstatter zu Einsatzorten in ganz Großbritannien bringen zu können. Dieses Flugzeug wurde daher mit einer Dunkelkammer ausgestattet.
Ab Mitte der 1930er Jahre wurden die Giant Moth außer Dienst gestellt und durch zweimotorige Verkehrsflugzeuge ersetzt.

## Nutzer
- Australien
  - Guinea Airways
  - Holden Air Transport
  - MacRobertson Miller Airlines
  - Qantas Airways
  - West Australian Airlines

- Kanada
  - London Air Transport
  - Ontario Provincial Air Services
  - Western Canada Airways

- Vereinigtes Königreich
  - Alan Cobham Aviation
  - Associated Newspapers
  - Imperial Airways
  - National Flying Services

## Technische Daten

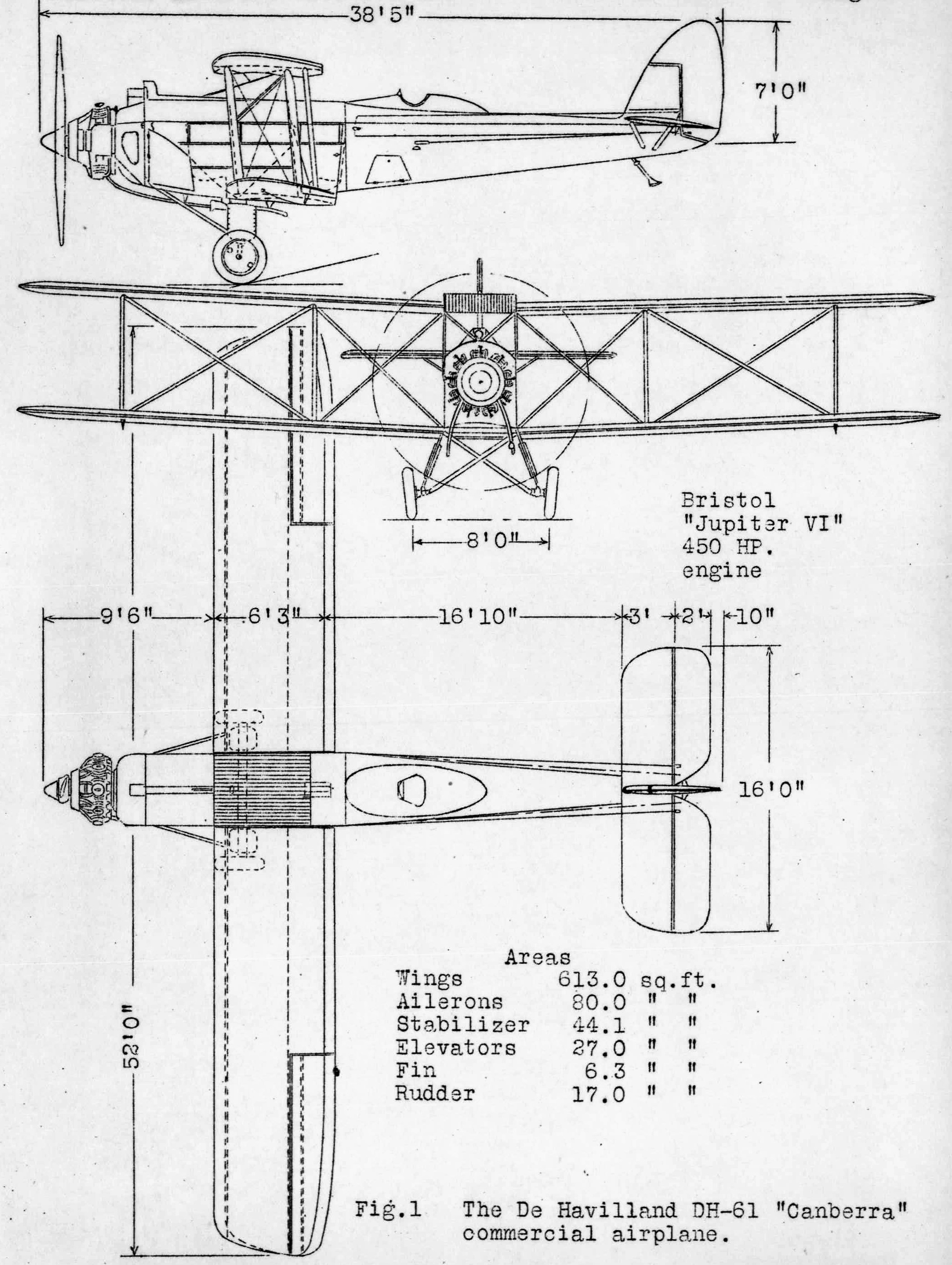
DH.61

| Kenngröße             | Daten                                        |
| --------------------- | -------------------------------------------- |
| Besatzung             | 1                                            |
| Passagiere            | 8                                            |
| Länge                 | 11,89 m                                      |
| Spannweite            | 15,85 m                                      |
| Höhe                  | 3,99 m                                       |
| Flügelfläche          | 56,95 m²                                     |
| Leergewicht           | 1.656 kg                                     |
| Startgewicht          | 3.175 kg                                     |
| Höchstgeschwindigkeit | 212 km/h                                     |
| Dienstgipfelhöhe      | 5.485 m                                      |
| Reichweite            | 720 km                                       |
| Triebwerke            | ein Sternmotor Bristol Jupiter XI mit 373 kW |